# فرودگاه شهری لوس بانوس
فرودگاه شهری لوس بانوس (به انگلیسی: Los Banos Municipal Airport) یک فرودگاه همگانی بهره‌برداری هوایی با کد یاتا LSN است که یک باند فرود آسفالت دارد و طول باند آن ۱۱۵۹ متر است. این فرودگاه در شهر لوس بانوس، کالیفرنیا کشور ایالات متحده آمریکا قرار دارد و در ارتفاع ۳۷ متری از سطح دریا واقع شده است.